# Mohamed Aly
Mohamed Aly Reda (in arabo محمد علي رضا‎?; Il Cairo, 19 febbraio 1975) è un ex pugile egiziano.

## Palmarès

### Olimpiadi
- 1 medaglia:
  - 1 argento (Atene 2004 nei pesi supermassimi)

### Giochi panafricani
- 1 medaglia:
  - 1 argento (Abuja 2003 nei pesi supermassimi)